# Problepsis flavistigma
Problepsis flavistigma là một loài bướm đêm trong họ Geometridae.